# 에두아르트 헤게르

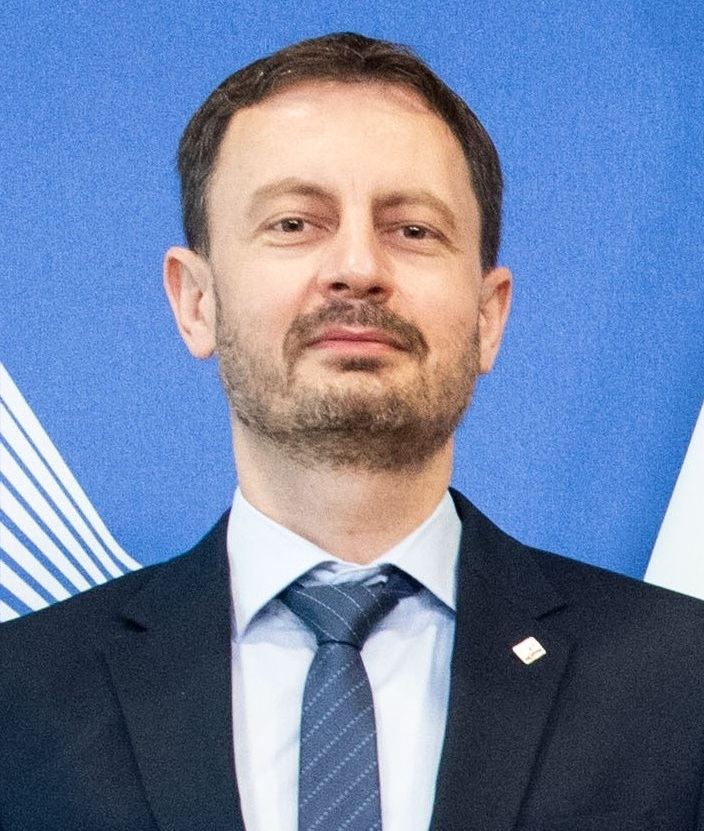
에두아르드 헤게르

에두아르트 헤게르(슬로바키아어: Eduard Heger, 1976년 3월 3일~)는 2021년부터 2023년까지 총리를 지낸 슬로바키아의 정치인이다. 이전에는 이고르 마토비치 내각의 부총리를 지냈다. 헤게르의 소속 정당은 사회보수주의 성향 정당인 평범한 사람과 독립적인 인격 (OĽANO)이었다. 여당 당수로서 과거 슬로바키아의 총리를 역임한 이고르 마토비치가 정권을 이양하여 슬로바키아의 총리로 선출되었다. 현재는 시민민주당으로 이적했다.
| 전임 라디슬라우 카메니츠키 | 재무부 장관 2020년 ~ 2021년 | 후임 이고르 마토비치 |

| 전임 이고르 마토비치 | 슬로바키아 총리 2021년 ~ 2023년 | 후임 류도비트 오도르 |